# La Belle de New York
Pour les articles homonymes, voir Belle.
Pour plus de détails, voir Fiche technique et Distribution.
La Belle de New York (titre original : The Belle of New York) est un film musical américain réalisé par Charles Walters, sorti en 1952.

## Synopsis
Charlie Hill, coureur de jupons invétéré, tombe amoureux d'Angela Bonfils, qui s'occupe de l'Armée du Salut. Comme il n'a jamais travaillé, pour plaire à sa belle, il tente sa chance dans divers emplois où il ne provoque que catastrophes sur catastrophes. Angela se décide tout de même à l'épouser, avec l'assentiment de la vieille tante de Charlie. Mais l'idée de ce mariage déplaît à Max Ferris, dont Charlie est le seul client…

## Fiche technique
- Titre : La Belle de New York
- Titre original : The Belle of New York
- Réalisation : Charles Walters, assisté de Robert Alton (numéros musicaux)
- Scénario : Robert O'Brien, Irving Elinson et Chester Erskine d'après la pièce de Hugh Morton
- Photographie : Robert H. Planck
- Montage : Albert Akst
- Musique : Harry Warren
- Lyrics : Johnny Mercer
- Chorégraphie :  Robert Alton
- Direction musicale : Adolph Deutsch
- Direction artistique : Cedric Gibbons et Jack Martin Smith
- Décors : Cedric Gibbons, Jack Martin Smith
- Costumes : Helen Rose et Gile Steele
- Producteur associé : Roger Edens
- Producteur délégué : Arthur Freed
- Société de production : Metro-Goldwyn-Mayer
- Société de distribution : Metro-Goldwyn-Mayer
- Format : Couleurs (Technicolor) - 1,37:1 - Son mono
- Langue : anglais
- Durée : 81 minutes
- Dates de sortie : 
  - États-Unis : 22 février 1952
  - France : 15 avril 1953

## Distribution
- Fred Astaire : Charlie Hill
- Vera-Ellen : Angela Bonfils
- Anita Ellis : Angela Bonfils (chant)
- Marjorie Main : Mme Phineas Hill
- Keenan Wynn : Max Ferris
- Alice Pearce : Elsie Wilkins
- Clinton Sundberg : Gilford Spivak
- Gale Robbins : Dixie "Deadshot" McCoy
- Oliver Blake (non crédité) : M. Currier

## Chansons du film
- When I'm Out With The Belle Of New York - Chœur d'hommes
- Who Wants To Kiss The Bridegroom - Charlie & Girls
- Let A Little Love Come In - Elsie et Angela
- Seeing's Believing - Charlie
- Baby Doll - Charlie & Angela
- Oops - Charlie
- A Bride's Wedding Day Song (Curries And Ives) - Charlie & Angela
- Naughty But Nice - Angela
- I Wanna be a Dancin Man - Charlie
- I Love to Beat the Big Bass Drum (non utilisée)
- When I'm Out With the Belle of New York - Angela & Chœur (non utilisée)

## Autour du film
- Judy Garland a été pressentie pour le rôle d'Angela, Mae West pour celui de Mme Hill[réf. nécessaire].
- La comédie musicale dont s'inspire le film, livret de Hugh Morton et musique de Gustave Kerker, a été créée à Broadway le 28 septembre 1897.
- Le film marque la dernière collaboration de Robert Alton et Fred Astaire.